# باركر دبليو. بورغ
باركر دبليو. بورغ (بالفرنسية: Parker W. Borg؛ بالإنجليزية: Parker W. Borg) هو دبلوماسي أمريكي ومالي، ولد في 25 مايو 1939.